# Palazzo Genovese (Salerno)
Il Palazzo Genovese (detto anche Palazzo Genovesi) sorge nel centro storico di Salerno, in Largo Sedile del Campo.
È uno dei palazzi signorili più importanti della città, prima opera giovanile dell'architetto napoletano Mario Gioffredo.

## Storia

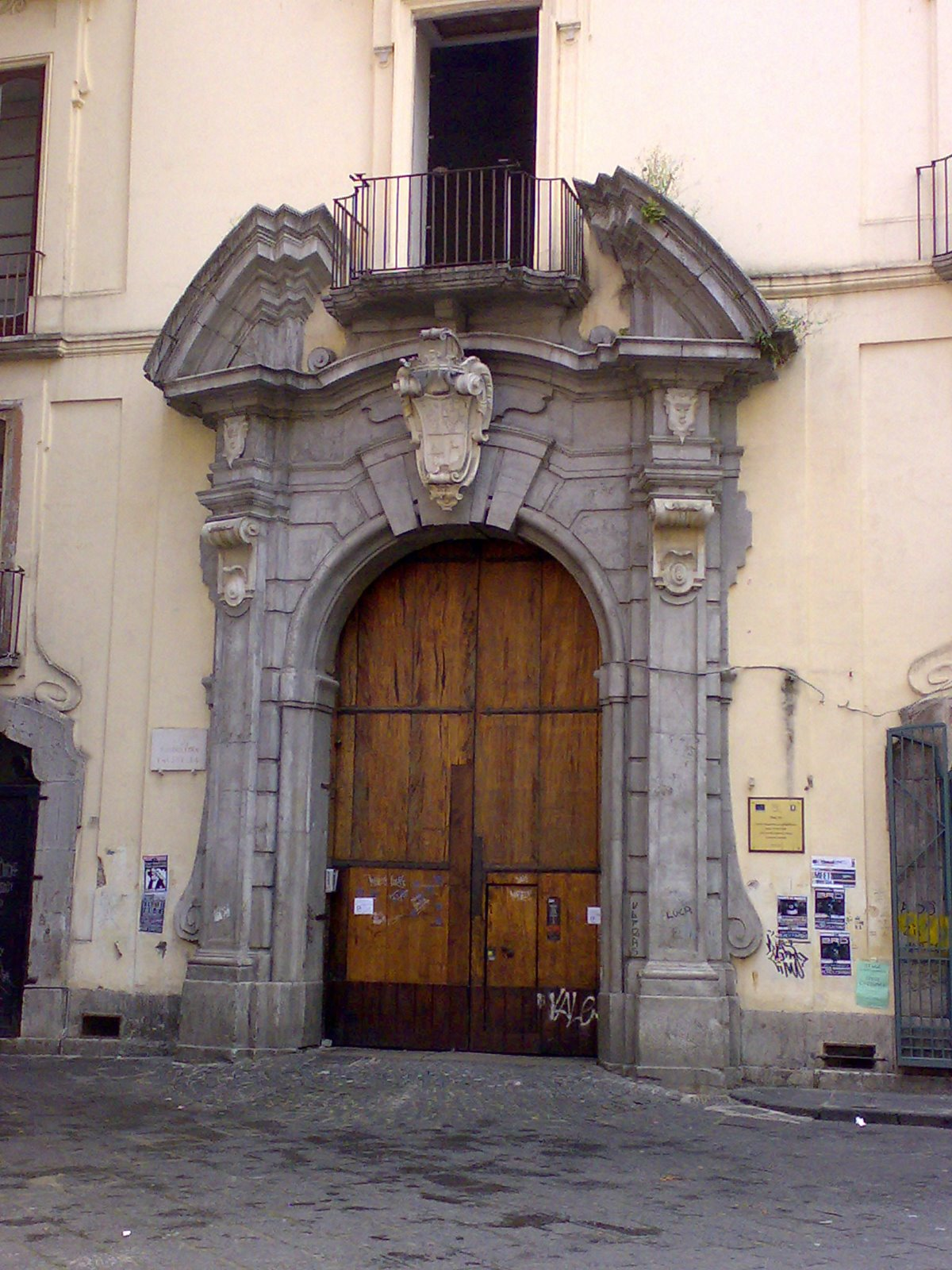
Il portale d'ingresso

L'edificio si trova nel cuore del Centro storico e costituisce la cortina meridionale di Largo Campo, sul quale è collocata la facciata principale, oggi in parte nascosta da un prolungamento di un altro palazzo antistante. Sull'area, in precedenza, era collocato il Palazzo di un ramo della famiglia Pinto, lasciato in eredità dall'ultimo discendente, Fabrizio al convento dei Padri Teresiani. Esso era affiancato da altre costruzioni di proprietà del Capitolo della Cattedrale. L'intera zona, denominata i Cicari, fu acquisita nel 1744 da Matteo Genovese, barone di Montecorvino. Le fasi, che portano alla costruzione del nuovo Palazzo, non sono così lineari. L'intera operazione immobiliare è ben ricostruita da Luigi Avino attraverso la documentazione notarile dove risulta allegata anche la relazione di stima del tavolario Federici. Il Palazzo dei Pinto era stato ristrutturato ed ampliato solo da pochi anni dai Padri Teresiani nel 1724 ma nell'atto notarile del 1744 viene riportato che il Palazzo "minaccia rovina, vedendosi in molte parti le muraglie lesionate e lo legname che sostiene il tetto quasi tutto marcito..".
Probabilmente nell'intervallo di tempo deve essere intervenuto un fatto nuovo che avrebbe potuto determinare un problema statico. Questo evento potrebbe essere stato il sisma del 1730. Il Palazzo, comunque, non fu venduto al barone, ma concesso in enfiteusi perpetua come si evince dall'atto notarile dove si afferma: "..I Padri trovano il sig. Matteo Genovese che offerì pigliarsi in emphiteusim perpetuum la suddetta casa palaziata per l'annuo canone di ducati 400 per ristaurarla ed agomentarla fra lo spazio di due anni e di dovere il signor Matteo ed i suoi eredi rinovare detta contuazione ogni 29 anni e fare tutte le spese necessarie..". Questa conclusione contrasta con quanto riportato nella Platea del 1788 dove si afferma che il barone Genovese, dopo aver acquistato le case, le abbia "adeguate al suolo e con considerevolissima summa eresse dalle fondamenta quel sontuoso e magnifico Palazzo che oggi si vede". Ma dalla lettura di un voluminoso libro dei conti della fabbrica, contenuto nella medesima Busta archivistica, risulta che come era consuetudine dell'epoca, non tutta la costruzione precedente fu demolita bensì solo una parte consistente. In ogni caso i lavori eseguiti sono stati notevoli in quanto la somma delle spese ammonta a 4969 ducati. Il volumetto è firmato dall'architetto napoletano Mario Gioffredo, progettista e direttore dei lavori, e datato 21 agosto 1750.
Dall'insieme della documentazione risulta che i lavori iniziarono nel 1744 e nell'agosto del 1745 era in via di realizzazione il portale, che doveva corrispondere al modellino in creta approvato dal committente. L'edificio subì notevoli danni durante lo sbarco alleato (Sbarco a Salerno) nel settembre del 1943, quando era adibito a scuola media, e rimase a lungo in stato di abbandono. Fu restaurato nel 1994 e da allora parte dei locali terranei sono utilizzati per mostre ed esposizioni.

## Architettura

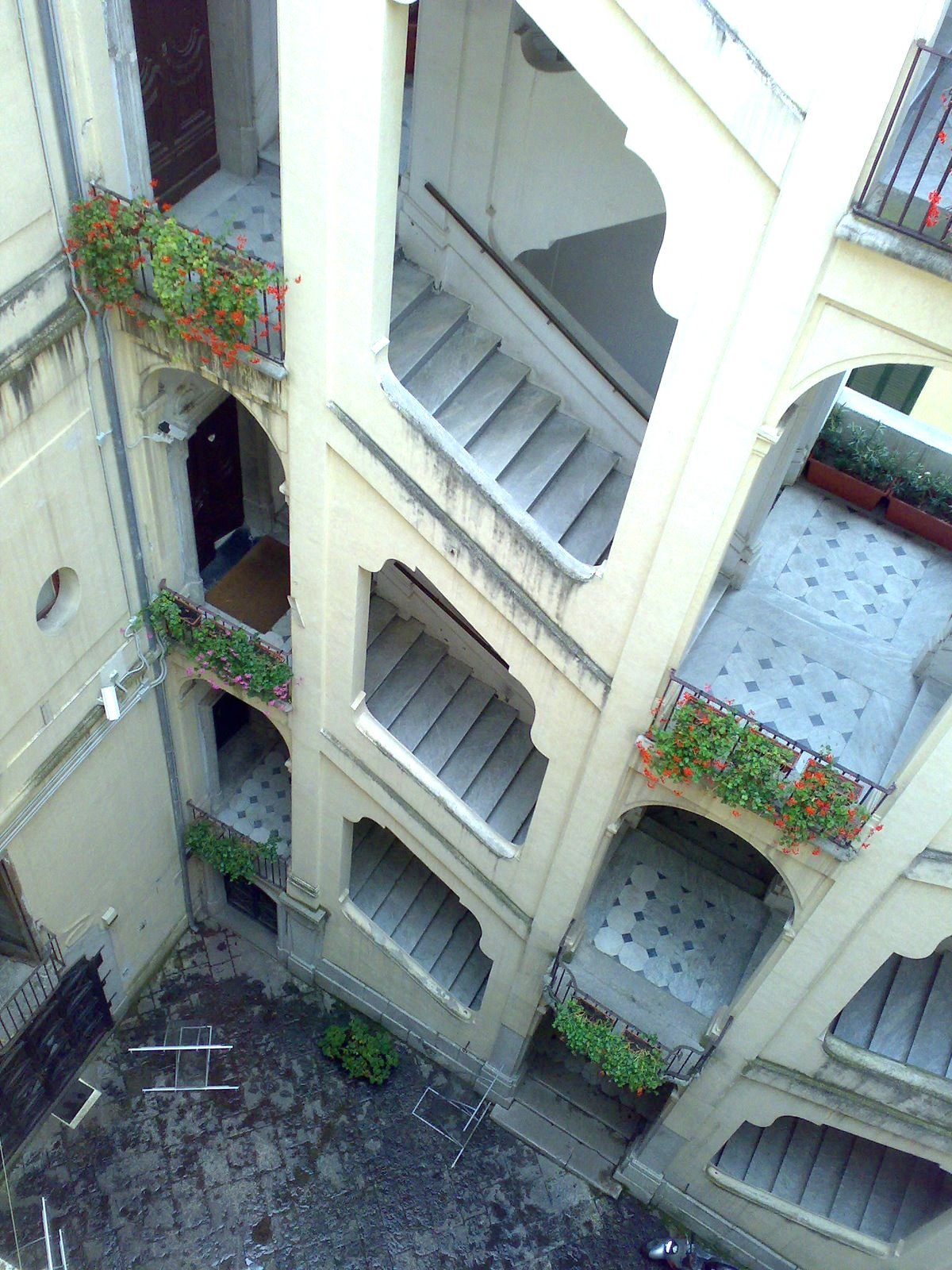
Il corpo scale

Come riportato per la prima volta dall'Avino, progettista del palazzo fu Mario Gioffredo uno dei principali architetti napoletani della seconda metà del Settecento. La cronologia della progettazione e della realizzazione è stata resa nota da studi successivi che hanno pubblicato ulteriori documenti conservati presso l'Archivio di Stato di Salerno e polizze di pagamento dell'Archivio Storico del Banco di Napoli. Stando ai documenti si può affermare che la progettazione del palazzo, allo stato attuale delle conoscenze, sia la prima opera del celebre architetto napoletano. Altri lavori noti, infatti, sono tutti, anche se di poco, successivi, come il Palazzo Partanna (1746), il teatrino del Palazzo d'Afflitto (1748), il Palazzo Latilla (1754). Inoltre, la progettazione del palazzo cade prima della scoperta dei templi di Paestum, che costituiscono, quasi certamente, un enorme incentivo verso un'accentuazione della cultura purista e neoclassica. 
Alla luce di questi fatti la concezione del palazzo Genovese risulta molto più chiara ed allora emergono evidenti i legami culturali con gli ambienti avanzati dell'arte napoletana. Risulta, infatti, da testi biografici settecenteschi che il Gioffredo sia stato allievo di Francesco Solimena ed abbia frequentato già all'età di 14 anni, lo studio tecnico di Martino Buonocore. Inoltre, sembra che sia stato a stretto contatto con Giovanni Antonio Medrano, dal quale, all'età di 23 anni, ricevette l'abilitazione all'esercizio della professione.
Con questi riferimenti si può meglio comprendere che la cultura manifestata dall'architetto nel palazzo salernitano non è certamente quella con la quale sarà famoso nei decenni successivi, bensì è ancora strettamente legata a quella dei maestri. Il portale, infatti, è un tipico esempio delle invenzioni solimenesche con il timpano spezzato, mentre l'ampia scala con la parete traforata da voluminose aperture riprende chiaramente la realizzazione di Ferdinando Sanfelice nell'omonimo palazzo a Napoli, come già aveva colto il Blunt. Ciò lascia emergere un'evidente contraddizione fra l'esterno del palazzo che, come già aveva colto il Gambardella, non raccoglie le istanze “sanfeliciane" e il suo interno raccordato proprio sulle realizzazioni dell'architetto napoletano. L'esterno del palazzo, fatta eccezione per il portale, non concede molto al fastoso decorativismo di finestre e balconi, che caratterizza il barocco napoletano, mentre sembra dettata da un più misurato classicismo.

## Curiosità
- Durante l'amministrazione del sindaco Alfonso Menna, fu abbozzato un progetto che prevedeva la liberazione delle facciate del palazzo attraverso la demolizione degli edifici circostanti.